# The Properties of Gases & Liquids
The Properties of Gases & Liquids (dt. „Die Eigenschaften von Gasen & Flüssigkeiten“) ist ein Standardwerk für die Abschätzung, Korrelation und Berechnung von Stoffeigenschaften.

## Inhalt
- Grundlegende Eigenschaften reiner Stoffe (inkl. bspw. kritischer Daten)
- P-v-T-Beziehungen reiner Stoffe (inkl. Zustandsgleichungen)
- Enthalpien, Wärmekapazitäten
- Eigenschaften idealer Gase
- Dampfdrücke, Verdampfungsenthalpien
- Dampf-Flüssig-Gleichgewichte, Aktivitätskoeffizienten, Flüssig-Flüssig-Gleichgewichte, Fest-Flüssig-Gleichgewichte
- Viskositäten
- Thermische Leitfähigkeiten
- Diffusionskoeffizienten
- Oberflächenspannungen
- Stoffdaten, Modellparameter

Das Buch zeichnet sich auch, vielleicht vor allem anderen, dadurch aus, dass es in der Literatur veröffentlichte Verfahren und Methoden bewertet und Empfehlungen abgibt.

## Ausgaben
- Robert C. Reid, John M. Prausnitz, Bruce E. Poling: The properties of gases and liquids. 4. Auflage. McGraw-Hill, New York 1987, ISBN 978-0-07-051799-8.
- Bruce E. Poling, J. M. Prausnitz, John P. O'Connell: The properties of gases and liquids. 5. Auflage. McGraw-Hill, New York 2001, ISBN 0-07-011682-2.
- J. Richard Elliott, Vladimir Diky, Thomas A. Knotts, W. Vincent Wilding: The Properties of Gases and Liquids (= McGraw-Hill's AccessEngineeringLibrary). 6. Auflage. McGraw Hill LLC, New York, N.Y 2023, ISBN 978-1-260-11634-2.